# Sperry (Oklahoma)
Sperry – miasto w Stanach Zjednoczonych, w stanie Oklahoma, w hrabstwie Tulsa.